# Chersotis exclamans
Chersotis exclamans är en fjärilsart som beskrevs av Eduard Friedrich Eversmann 1841. Chersotis exclamans ingår i släktet Chersotis och familjen nattflyn. Inga underarter finns listade i Catalogue of Life.